# Bensonia
Bensonia is een geslacht van kreeftachtigen uit de klasse van de Ostracoda (mosselkreeftjes).

## Soorten
- Bensonia knysnaensis (Becker & Mang, 1964) Rossi De Garcia, 1969 †
- Bensonia leoniana Bertels, 1975 †
- Bensonia minipunctata Sanguinetti, 1979 †
- Bensonia miocenica (Rossi De Garcia, 1969) Kielbowicz, 1988 †
- Bensonia tenuipunctata Bertels, 1975 †
- Bensonia tripunctata Sanguinetti, 1979